# Méhana
Méhana  est une localité et une commune rurale du Niger, du département de Téra et de la région de Tillaberi.

## Géographie
La localité est située sur la droite gauche du fleuve Niger.
| Bankilaré | Gorouol | Dessa  |
| Kokorou   | Méhana  | Dessa  |
| Kokorou   | Kokorou | Sinder |

## Histoire
La commune rurale est instaurée en 2002, elle est issue du canton de Kokorou.

## Population
Lors du recensement général de 2012, la population communale est relevée à 40 593 habitants, dont 5 703 habitants pour la localité chef-lieu. Les principales éthnies de la communes sont Kurtey, Zarma et Touareg.

## Services et infrastructures
La commune abrite les services suivants :
- Collège d'enseignement général (CEG)
- Centre de formation aux métiers (CFM)
- Centre de Santé Intégré (CSI)

## Économie
La commune est située dans la zone ou est pratiqué l'agriculture pluviale. Le marché de Méhana est établi depuis 1930, le jour de marché est le jeudi. 

## Cultes
- Mosquée du Vendredi construite en 1958.